# Estação Olaria
Olaria é uma estação de trem do Rio de Janeiro.

## História
A estação de Olaria foi aberta em 1886 na E. F. Príncipe do Grão-Pará, passando depois para a linha do Norte da Leopoldina. Chamou-se por algum tempo Pedro Ernesto, nos anos 1960. Retomou o nome, que é o mesmo do bairro, anos depois. Atualmente é uma das estações de trens metropolitanos da Linha 5 da Supervia.

## Plataformas
- Plataforma 1A: Sentidos Gramacho e Saracuruna
- Plataforma 1B: Sentido Central